# Canal latéral à la Loire
Der Canal latéral à la Loire (deutsch: Loire-Seitenkanal) ist ein Schifffahrtskanal, der zwischen Digoin und Briare in den französischen Regionen Bourgogne-Franche-Comté, Auvergne-Rhône-Alpes und Centre-Val de Loire verläuft. Er bildet zusammen mit den Kanälen Canal du Loing, Canal de Briare und dem Canal du Centre eine Kanalkette (Route Bourbonnais), die den Binnenschiffen und Sportbooten einen Übergang von der Seine zur Saône und weiter zum Mittelmeer ermöglicht. Durch seinen Bau wurde für die Schifffahrt die jahreszeitlich bedingt unsichere Nutzung des parallel verlaufenden Flusses Loire zunächst reduziert und schließlich ganz entbehrlich.

## Verlauf und technische Infrastruktur

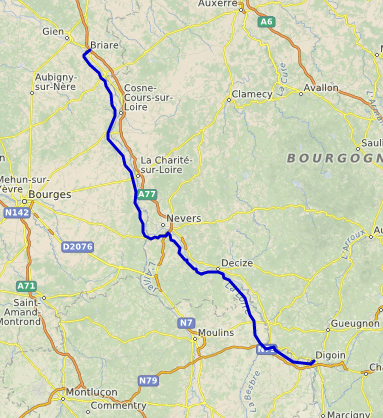
Verlauf des Loire-Seitenkanals

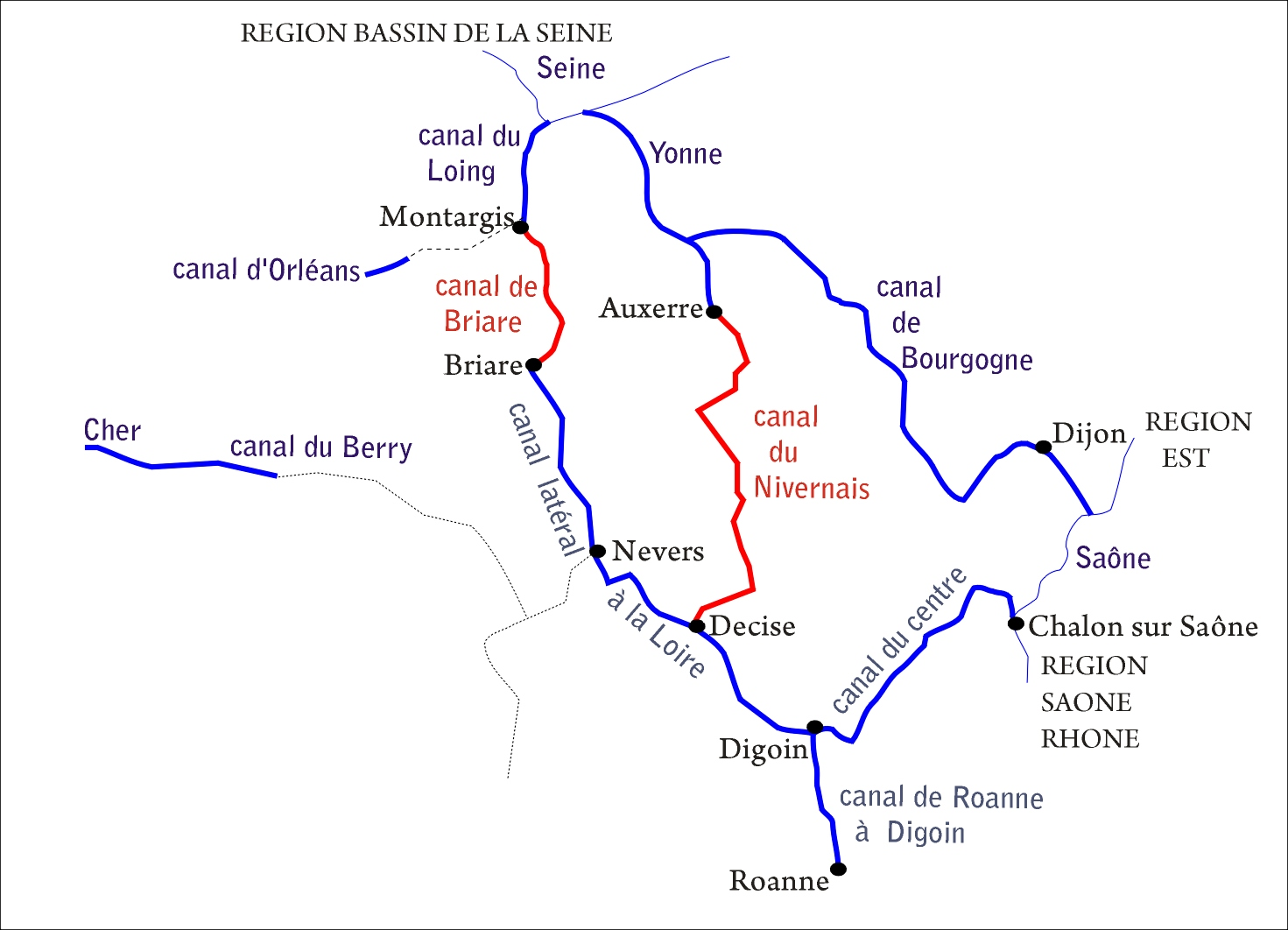
Wasserwege in der Bourgogne

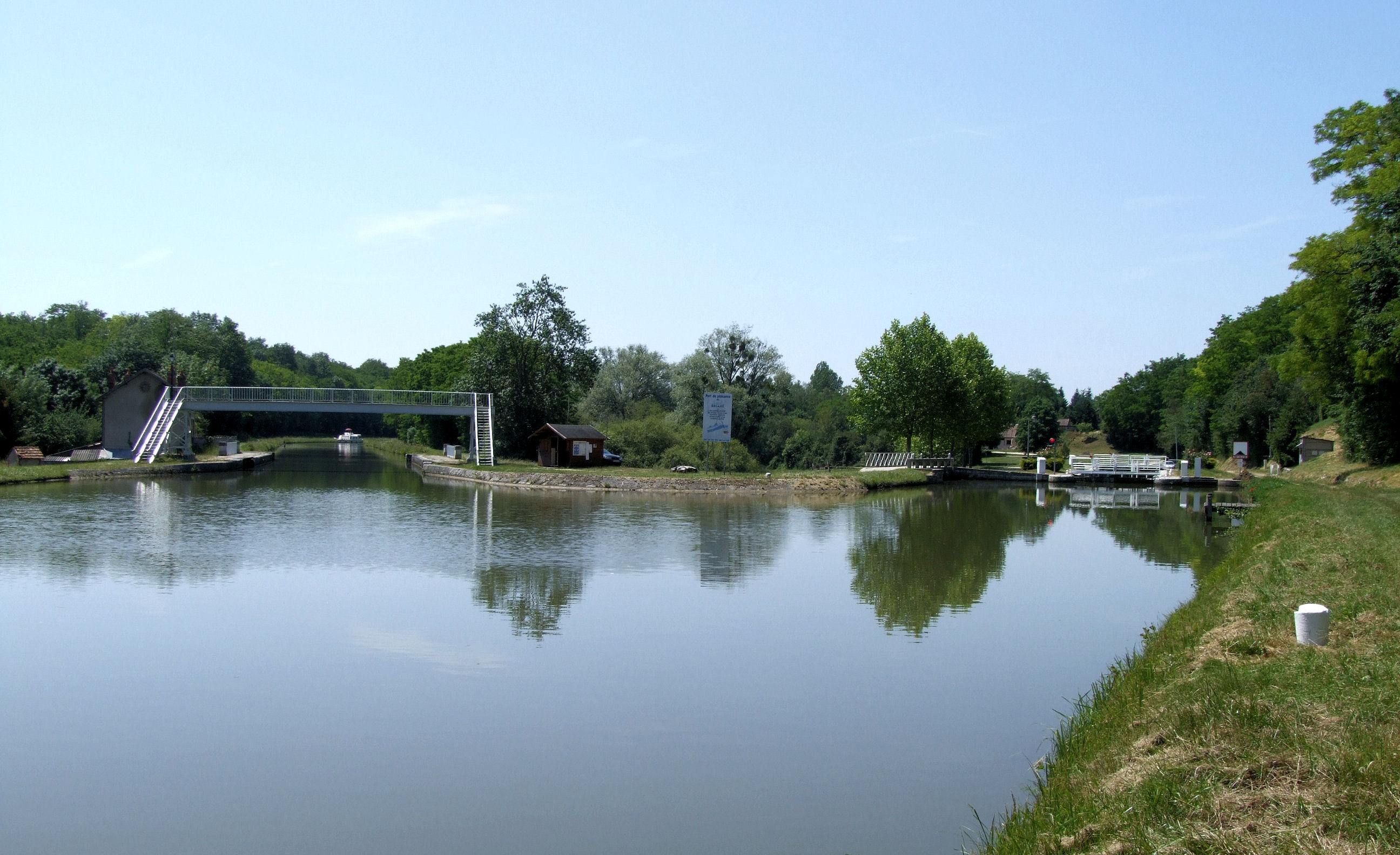
Abzweig des Canal latéral à la Loire (links) aus dem Canal de Briare

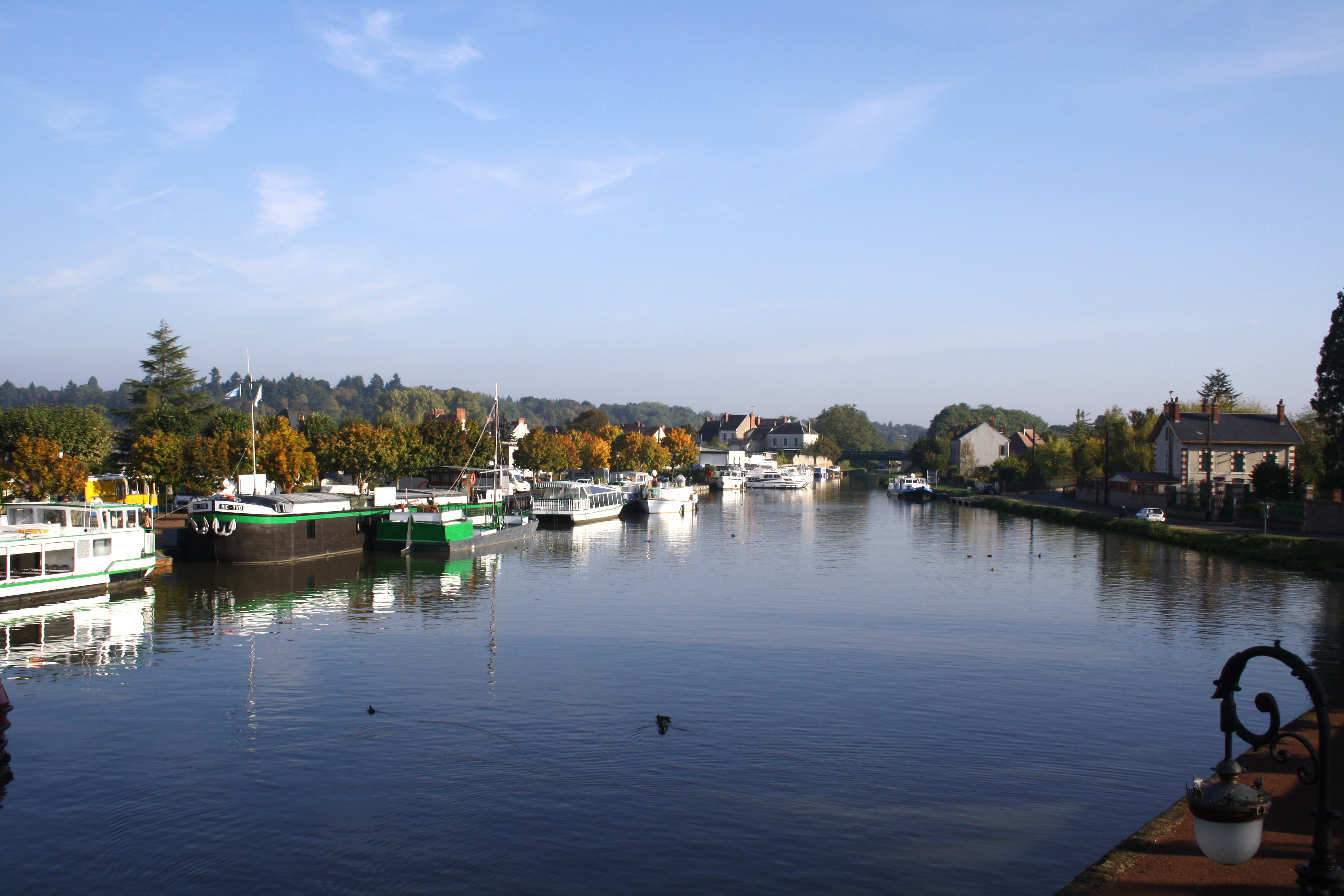
Der alte Handelshafen (Port de commerce) von Briare liegt unmittelbar an der Kanalbrücke am rechten Ufer der Loire

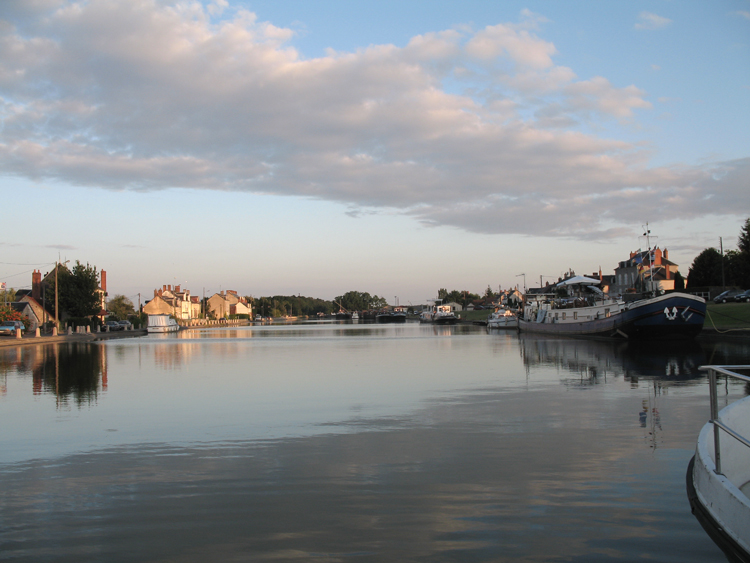
Hafenbecken von Marseilles-lès-Aubigny

Die Gesamtlänge des Kanals beträgt 196 Kilometer. Er beginnt in Digoin, wo er an den Canal du Centre anschließt. Auf der Kanalbrücke Digoin quert er die Loire, kurz danach mündet von links der Canal de Roanne à Digoin ein. Mit wechselndem Abstand zum linken Ufer der Loire verläuft der Loire-Seitenkanal weitgehend in nordwestlicher Richtung. Bei Briare überquert er seit deren Einweihung am 16. September 1896 auf der Kanalbrücke Briare die Loire und mündet in den Canal de Briare.
Der Kanal ist vom Typus ein Seitenkanal, der ohne eigene Scheitelhaltung der Loire folgt. Die Höhendifferenz von 98 Metern wird mit 37 Schleusen überwunden, die für Schiffe der Normgröße Freycinet ausgelegt sind. Zur Überquerung der Loire und ihrer Nebenflüsse wurden mehrere Kanalbrücken angelegt; die bekanntesten sind jene von Digoin (über die Loire), Le Guétin (über den Allier) und Briare (über die Loire).
Mehrere Stichkanäle verbinden den Kanal mit wichtigen Orten bzw. dem Fluss, wo die Schiffe bei geeignetem Wasserstand auf die Loire bzw. den Allier wechseln können:
- Stichkanal nach Dompierre-sur-Besbre
- Stichkanal nach Decize (nach Loire-Querung: Anschluss an den Canal du Nivernais)
- Stichkanal nach Nevers
- Stichkanal nach Givry-Fourchambault
- Stichkanal nach Saint-Thibault (Gemeinde Saint-Satur)
- Stichkanal nach Châtillon-Mantelots
- Stichkanal nach Apremont-sur-Allier (mit Rundschleuse Ecluse ronde des Lorrains)[2][3]

### Koordinaten
- Ausgangspunkt des Kanals: 46° 28′ 47″ N, 3° 58′ 56″ OKoordinaten: 46° 28′ 47″ N, 3° 58′ 56″ O
- Endpunkt des Kanals: 47° 38′ 50″ N, 2° 45′ 30″ O

### Durchquerte Départements
- in der Region Bourgogne-Franche-Comté: Saône-et-Loire und Nièvre
- in der Region Auvergne-Rhône-Alpes: Allier
- in der Region Centre-Val de Loire: Cher und Loiret

### Orte am Kanal
- Digoin
- Dompierre-sur-Besbre (über Stichkanal)
- Decize (über Stichkanal)
- Nevers (über Stichkanal)
- Marseilles-lès-Aubigny
- Sancerre
- Saint-Satur
- Châtillon-sur-Loire
- Briare

## Geschichte
Der Kanal wurde in den Jahren 1822 bis 1838 erbaut. Er verlief von Chatillon-sur-Loire bis Briare rechts der Loire. Jedoch wies er schwierige Fluss-Passagen auf, u. a. bei Châtillon-sur-Loire, wo die Querung zwischen den Schleusen Écluse No. 41 des Mantelots und Écluse No. 42 des Combles erfolgte. Für diese Querung wurde mit aufwendigen Kunstbauten im Fluss ein Querungskanal geschaffen. Durch die Flussquerungen blieb die Schifffahrt auch nach dem späteren Einsatz von dampfgetriebenen Seilwinden von der wechselnden Wasserführung der Loire abhängig und gefährlich. Zur Lösung dieses Problems wurden von Léonce-Abel Mazoyer 1890 bis 1896 die Kanalbrücken errichtet, der Kanal links der Loire bis Chatillon-sur-Loire gebaut und gleichzeitig auf die Freycinet-Norm umgebaut. Durch diese Führung wurde die Nutzung der letzten Kanalkilometer zum Stadthafen von Briare überflüssig. Der Betrieb der Schleuse 41 endete 1950.

## Sehenswürdigkeiten

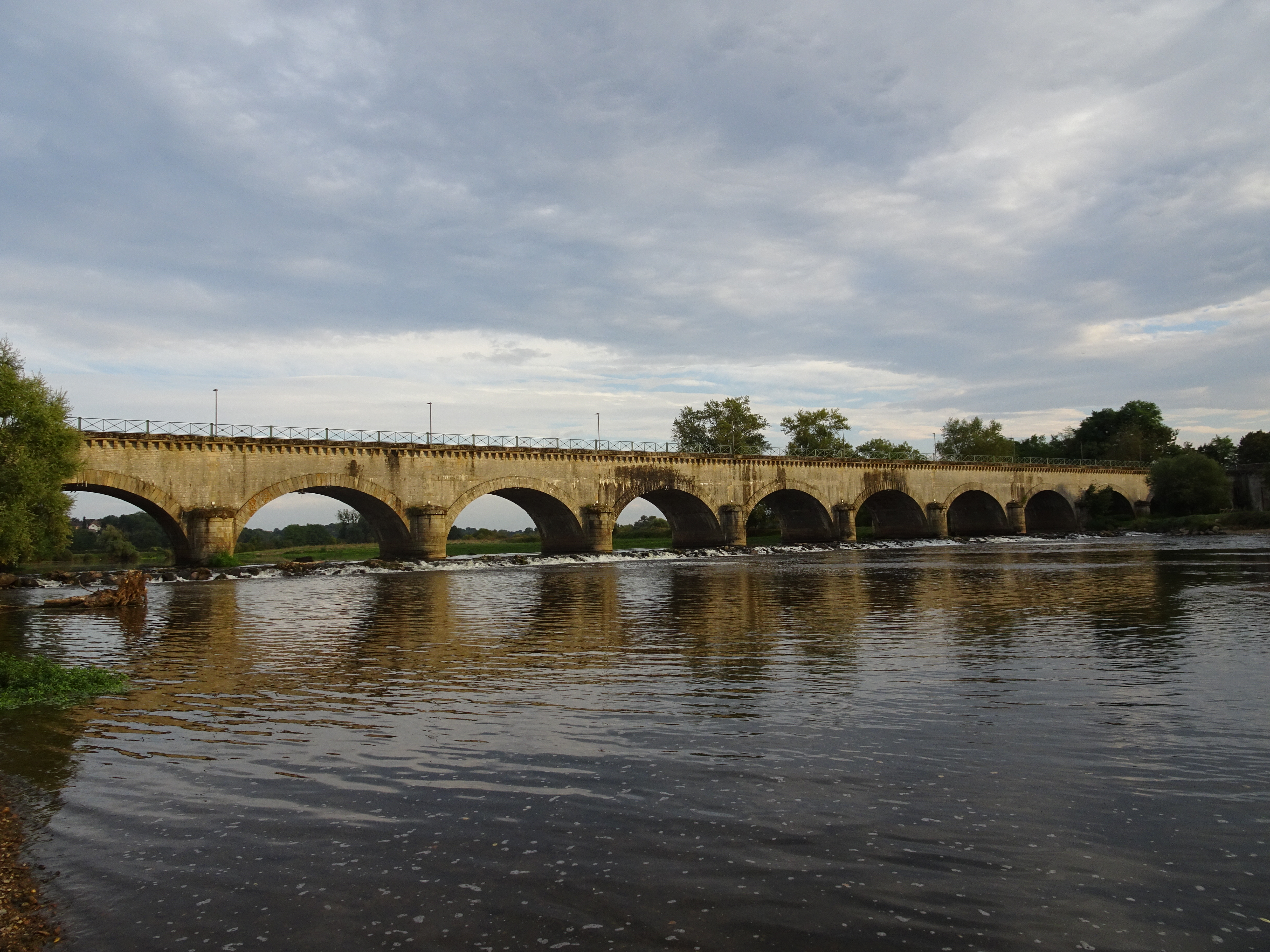
Kanalbrücke Digoin über die Loire

Die Kanalbrücke Briare ist eine Trogbrücke mit einer Länge von 662,69 m und einer Breite von 11,50 m (einschließlich der Treidelpfade). Sie wurde in den Jahren 1890 bis 1896 als genietete Eisenkonstruktion gebaut und kann Schiffe mit einem Tiefgang bis 2,20 m aufnehmen. Für größere Schiffe bis zur Freycinet-Norm ist die Passage nur ohne Begegnungsverkehr möglich.
Die Planung der Brücke wurde von Chefingenieur Léonce-Abel Mazoyer durchgeführt, das Design der Pilaster stammt von Ingenieur Charles Sigault. Bei der Bauausführung waren die Firma Daydé & Pillé für die metallenen Brückentafeln und die Firma Eiffel et Cie. für Unterbau und Fundamente beteiligt. Fälschlicherweise wird daher die Architektur der Brücke häufig Gustave Eiffel zugeschrieben. Nach ihrer Errichtung war die Trogbrücke für ein ganzes Jahrhundert die größte Europas, bis diese Stellung von der Kanalbrücke Magdeburg übernommen wurde.